# Kim loại quý

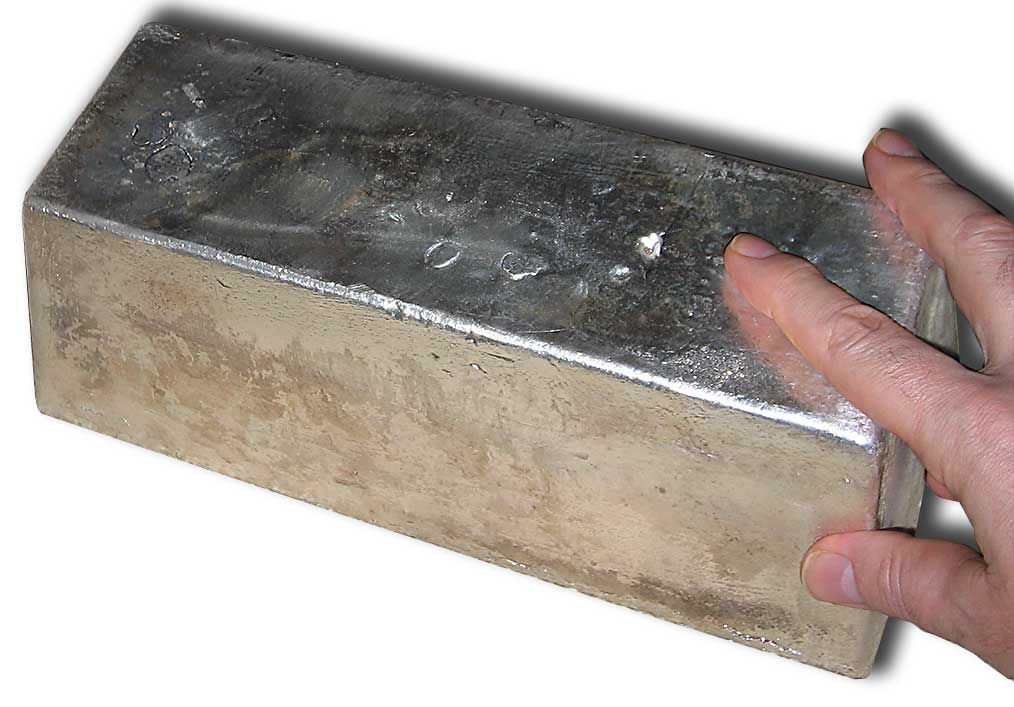
Một thỏi bạc

Kim loại quý hay kim khí quý tức quý kim là các kim loại có giá trị cao và hiếm trong tự nhiên, đó là những nguyên tố hóa học có giá trị kinh tế. Các kim loại được xem là quý khi số lượng của chúng ít và hiếm, có tầm quan trọng đối với kinh tế xã hội. Trong khi vàng và bạc đang thu hút sự quan tâm của các nhà đầu tư, còn có một số kim loại rất quý hiếm khác có những tính năng sử dụng quý giá đặc biệt.

## Đặc điểm và giá trị
Kim loại quý bao gồm các kim loại thuộc nhóm bạch kim: ruthenium, rhodium, palladium, osmium, iridium. Thường thì loại kim khí này có độ bóng cao, mềm hơn hoặc dễ uốn hơn so với các kim loại bình thường khác và có điểm nóng chảy cao hơn so với các kim loại khác. Trong lịch sử, kim loại quý được sử dụng như một loại tiền tệ, ngày nay nó là tài sản đầu tư. Các mặt hàng công nghiệp như vàng, bạc, bạch kim và palladium có một mã tiền tệ là ISO 4217.
Các kim loại quý được sử dụng để đúc tiền (tiền xu hoặc thành từng thỏi, nén, miếng, khối) là vàng và bạc. Ngoài ra cả hai đều được sử dụng trong công nghiệp, thủ công nghiệp, là nguyên vật liệu để chế tác thành những loại hình vật chất nghệ thuật, đồ trang sức và tiền đúc.... Các kim loại quý dưới hình thức số lượng lớn được gọi là vàng thỏi và được giao dịch trên thị trường. Vàng thỏi có thể được đúc thành từng thỏi, hoặc đúc thành tiền xu. Đơn vị đo lường dùng cho kim loại quý là "troy ounce" – tương đương với 1,1 ounce thường hay bằng 0,031 kg (1 ounce = 28,35g).

## Một số loại

### Bạc
Bạc đã được dùng trong buôn bán từ lâu và làm cơ sở cho nhiều hệ thống tiền tệ. Ngày nay, ngoài việc được sử dụng làm các đồ trang trí có giá trị, bạc còn được sử dụng trong nhiều lĩnh vực khác như làm răng giả, linh kiện điện tử hay sản xuất gương cần độ phản xạ cao. Đặc biệt, các muối halôgen của nó có vai trò quan trọng và được ứng dụng rộng rãi trong đời sống như bạc bromide được sử dụng rộng rãi trong công nghệ lưu phim ảnh; hay Iốtđua bạc có thể làm tụ mây để tạo mưa nhân tạo.

### Vàng

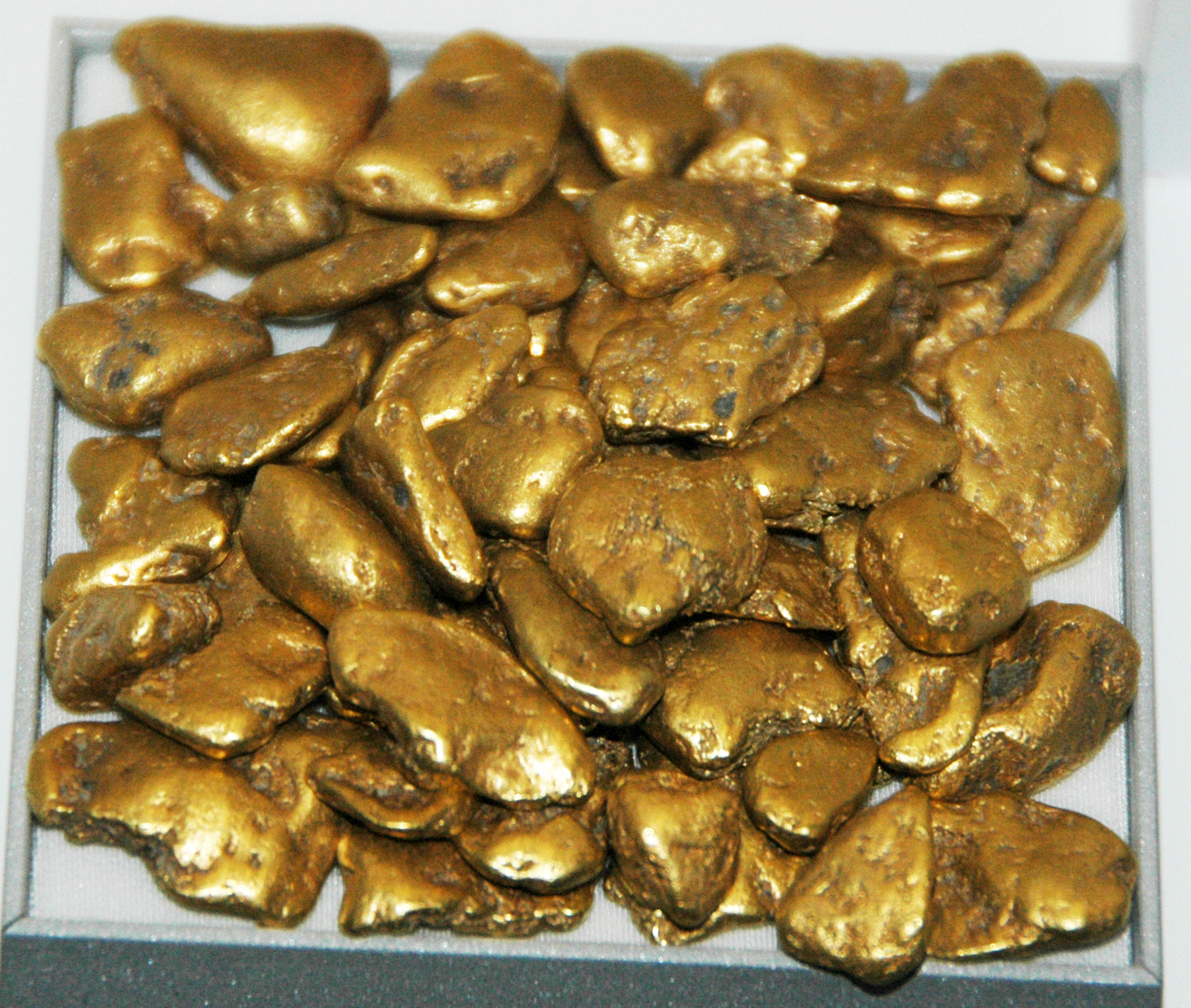
Quặng vàng

Vàng là sự thể hiện giàu có với vẻ đẹp lộng lẫy. Vàng là kim loại có màu vàng khi thành khối, nhưng khi cắt nhuyễn cũng có khi có màu đen, hồng ngọc hay tía; mềm, dễ uốn, dễ dát mỏng, và chiếu sáng. Ở Việt Nam, khối lượng của vàng được tính theo đơn vị là cây (lượng hay lạng) hoặc chỉ. Một cây vàng nặng 37,50g. Trên thị trường thế giới, vàng thường được đo lường theo hệ thống khối lượng troy, trong đó 1 troy ounce (ozt) tương đương 31,1034768 g. Tuổi (hay hàm lượng) vàng được tính theo thang độ K (Karat). Một karat tương đương 1/24 vàng nguyên chất. Vàng 99,99% tương đương với 24K. Ở Việt Nam người ta thường kinh doanh vàng dưới dạng các bánh, thỏi, nhẫn, dây chuyền, vòng, lắc với hàm lượng vàng chủ yếu là 99,999% hay 99,99%; 99,9%; 99% hay 98%.

### Platin
Platin hay bạch kim là một trong các kim loại quý hiếm nhất trên hành tinh; có màu trắng xám, khó bị ăn mòn, nhiệt độ nóng chảy lên tới 3215 °F. Bạch kim được dùng trong ngành trang sức, thiết bị thí nghiệm, các điện cực, thiết bị y tế và nha khoa, các thiết bị xúc tác hóa học, điều khiển mức độ phát thải khí trong xe hơi.

### Rhodi

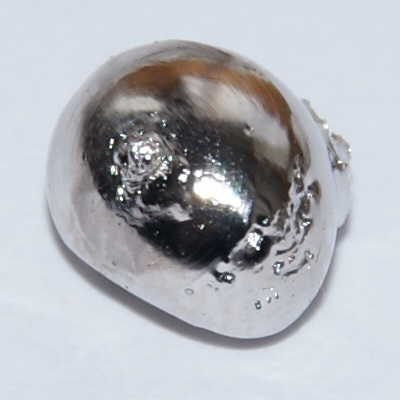
Rhodium

Rhodi (Rhodium) là kim loại được William Hyde Wollaston phát hiện sau khi ông tìm ra paladi trong năm 1803; là một kim loại trắng bạc, cứng nhưng dễ kéo sợi. Nó có hệ số phản xạ cao và có tính dẫn điện/dẫn nhiệt cao nhất trong tất cả các kim loại thuộc nhóm platin (PGM). Rodi không bị gỉ trong hầu như tất cả các dung dịch ngậm nước, bao gồm cả axít vô cơ ngay cả ở nhiệt độ cao. Công dụng chính của Rodi là được sử dụng như một chất pha chế để tạo hợp kim với bạch kim và ở dạng hợp kim đó thì nó có một vài ứng dụng trong công nghiệp điện và công nghiệp chế tạo thủy tinh.
Do nguồn cung cấp rất khan hiếm nên giá của nó rất cao, có thời điểm trong năm 2008 giá đạt trên 10.000 USD/oz. Sản lượng Rodi hàng năm trên thế giới rất nhỏ, và chủ yếu đến từ Nam Phi. Để so sánh, khoảng 2.500 tấn vàng được sản xuất mỗi năm, trong khi đó sản lượng Rhodi hàng năm chỉ bằng khoảng 1% sản lượng vàng, và giá thì cao hơn gấp rưỡi giá vàng.

### Indi
Indi (Indium) là một kim loại khá hiếm, mềm, dễ uốn và dễ nóng chảy, ở dạng kim loại tinh khiết được nhiều nguồn tài liệu cho là không độc hại, được hai nhà hóa học người Đức là Ferdinand Reich và Hieronymous Theodor Richter phát hiện năm 1863. Khi ở dạng kim loại nguyên chất và bị uốn cong thì nó phát ra các tiếng kêu răng rắc. Ứng dụng chủ yếu của nó hiện nay là để tạo ra các điện cực trong suốt dùng trong các màn hình tinh thể lỏng (LCD). Nó cũng được sử dụng rộng rãi trong các màng mỏng để tạo ra các lớp bôi trơn.